# Elachista subcollitella
Elachista subcollitella is een vlinder uit de familie van de grasmineermotten (Elachistidae). De wetenschappelijke naam van de soort is voor het eerst geldig gepubliceerd  Traugott-Olsen.